# ウエルシア介護サービス

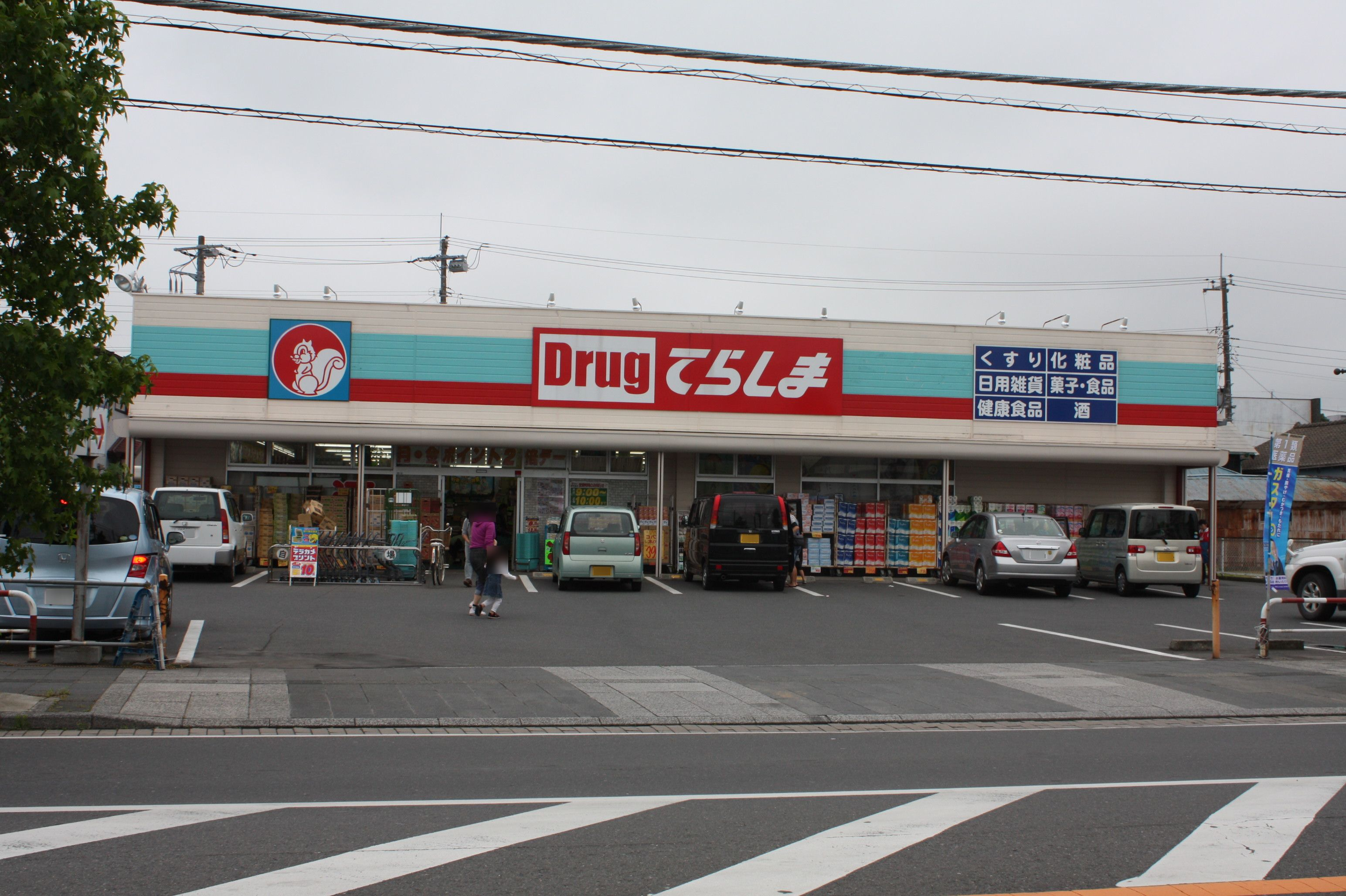
寺島薬局那珂湊店
（茨城県ひたちなか市、現在のウエルシア那珂湊店）

ウエルシア介護サービス株式会社（ウエルシアかいごサービス、英: WELCIA KAIGO SERVICE Co., Ltd.）は介護事業を行う企業で、ウエルシアホールディングスの子会社である。

## 概要
茨城県つくば市（筑波研究学園都市）に本社を置き、かつては寺島薬局株式会社の社名で茨城県内を中心に｢Drug てらしま｣としてドラッグストアの店舗展開を行っていた。2008年（平成20年）11月にグローウェルホールディングス（現在のウエルシアホールディングス）子会社であるウエルシア関東（現在のウエルシア薬局）の株式公開買い付け（TOB）により買収された。また、イオングループに属する。茨城県（75店舗）、千葉県（2店舗）、埼玉県（2店舗）、栃木県（12店舗）、福島県（11店舗）、長野県（10店舗）に合計112店舗（2009年9月末現在）を持っていた。一部の店舗で24時（午前0時）までの営業を行ったり、介護事業への進出が行われている。
2013年3月1日をもってウエルシア関東の完全子会社となり、ドラッグストア事業をウエルシア関東（現在のウエルシア薬局）に事業譲渡した。これにより、当社は介護事業に特化することとなった。
2014年5月1日付でウエルシア介護サービスに商号を変更した。

## 沿革
- 1947年5月 - 寺島明が茨城県新治郡（現在の土浦市）にて創業。
- 1960年2月 - 土浦市に移転。
- 1971年4月28日 - 法人改組。寺島薬局株式会社設立。
- 1991年12月 - 本社をつくば市天久保二丁目17番地5に移転。
- 1995年6月 - 調剤事業を開始。
- 1998年7月 - 株式店頭登録。
- 1999年5月 - 介護事業を開始。
- 2002年5月 - イオン株式会社と業務、資本提携。
- 2003年12月 - 介護事業部全7営業所にてISO9001認証取得。
- 2004年3月 - あいおい損害保険（現・あいおいニッセイ同和損害保険）と業務提携。
- 2005年1月 - 株式会社ドラッグママダと資本業務提携。
- 2006年3月 - 富士薬品と資本業務提携。
- 2008年11月 - TOBにより、ウエルシア関東の子会社となる。
- 2009年
  - 2月 - 上場廃止。
  - 9月1日 - 子会社の株式会社アプトケア、有限会社ヒュージョン、有限会社アクロスを吸収合併した。
- 2012年3月22日 - Tポイントを導入[3]。同時に「ウエルシアTポイントカード」の発行を開始し、従来のポイントカードは一定期間のポイント清算移行期間を経て廃止となる。
- 2013年3月1日 - 株式交換によりウエルシア関東（現在のウエルシア薬局）の完全子会社となり、寺島薬局のドラッグストア事業を会社吸収分割によりウエルシア関東へ事業譲渡。
- 2014年5月1日 - ウエルシア介護サービス株式会社に商号変更。
- 2015年3月 - 本社をつくば市稲荷前8番地1に移転。
- 2023年12月1日 - 現物配当に伴う組織再編により、ウエルシアホールディングスの子会社となる[4]。

## 出店地域
ドラッグストア店舗は2013年3月1日付でウエルシア関東へ事業譲渡して同社の運営店舗となり、屋号が「ウエルシア」に変更された。
- ドラッグストア店舗・「介護」営業所 - 茨城県

「介護」営業所のほとんどがドラッグストア店舗と併設している。
- ドラッグストア店舗のみ - 千葉県、埼玉県、栃木県、福島県、長野県
- 過去に出店した地域 - 新潟県、群馬県